# Сьерра, Солана
Солана Сьерра (исп. Solana Sierra; род. 17 июня 2004, Мар-дель-Плата, Буэнос-Айрес) — аргентинская профессиональная теннисистка. Победительница одного турнира WTA 125 в одиночном разряде; и победительница четырнадцати турниров ITF (13 — в одиночном разряде).
С 2022 года Сьерра представляет Аргентину на Кубке Билли Джин Кинг, где её рекорд W/L: 4—1.
Финалистка одного юниорского турнира Большого шлема в одиночном разряде (Открытый чемпионат Франции-2022); и полуфиналистка одного юниорского турнира Большого шлема в одиночном разряде (Открытый чемпионат США-2021); бывшая 7-я ракетка мира в юниорском рейтинге ITF (2022).

## Общая информация
Родилась 18 июня 2004 года в аргентинском городе Мар-дель-Плата (провинция Буэнос-Айрес).

## Спортивная карьера
В 2022—2025 годах стала победительницей одного турнира WTA 125 и тринадцати турниров ITF в одиночном разряде.
И в 2023 году стала победительницей ещё одного турнира ITF в парном разряде.

### 2024—2025
В конце августа 2024 года прошла квалификацию и участвовала в одиночном разряде Открытого чемпионата США, где она в первом раунда проиграла опытной немке Татьяне Марии со счётом 2-6, 3-6.
В начален апреля 2025 года стала победительницей турнира WTA 125 «Antalya Challenger» в Анталье (Турция), где она в финале победила испанку Лейре Ромеро-Гормас со счётом 6-3, 6-4.

## Итоговое место в рейтинге WTA по годам
| Год  | Одиночный рейтинг | Парный рейтинг |
| 2024 | 154               | 933            |
| 2023 | 212               | 773            |
| 2022 | 464               | 930            |
| 2021 | 811               | —              |
| 2020 | 1152              | —              |
| 2019 | 1156              | —              |